# Ручка, Надежда Александровна
Наде́жда Алекса́ндровна Ру́чка (укр. Надія Олександрівна Ручка; род. 16 апреля 1981, Никополь, УССР, СССР) — российская певица, актриса, поэтесса, солистка группы «Блестящие».

## Биография
Родилась 16 апреля 1981 года в Никополе в семье металлургов.
В пять лет начала заниматься балетом, к девяти её отобрали для того, чтобы отправить на дальнейшее обучение в Москву в балетный интернат, но родители своего согласия не дали. Окончила школу с физико-математическим уклоном.
В 11-м классе была приглашена на Всеукраинский конкурс красоты в Киеве и на съёмки клипа в Москву. Победа в конкурсе принесла две тысячи долларов. После окончания школы Ручка переехала в Москву, где поступила в Московский институт международных экономических отношений (МИМЭО) на «экономиста-международника». Параллельно с учёбой работала в модельном агентстве и занималась с преподавателем из Гнесинки.
В 1999 году получила предложение петь в группе «Party», что стало началом её сценической карьеры. Также начала работать администратором и ведущей в казино. В начале 2004 года приняла предложение заменить Жанну Фриске в группе «Блестящие».
В 2009 году снялась в комедийном фильме режиссёра Сарика Андреасяна «ЛОпуХИ: эпизод первый». В начале 2010 года вместе с напарником танцором Эльдаром Сайфутдиновым стала участницей нового сезона танцевального шоу телеканала «Россия 1» «Танцы со звёздами. Сезон—2010». В 2013 году приняла участие в проекте «Остров».
В 2015 году выпустила свою первую книгу под названием «The House of the Soul» (с англ. — «Дом души»). В 2016 году представила свою дебютную сольную композицию «С кем Новый год встретишь», которая вышла ещё в начале 2015 года.

## Личная жизнь
В молодости страдала от алкогольной зависимости.
В 2016 году начала встречаться с Денисом Боярко, менеджером нефтяной компании ПАО «Транснефть». В апреле 2017 года стало известно, что находится на пятом месяце беременности. 11 июля 2017 года тайно поженились с Боярко.
17 августа 2017 года родила сына Льва.

## Дискография

### В составе группы «Блестящие»
- 2005 — Восточные сказки
- 2008 — Одноклассники
- 2016 — Best 20

## Синглы

### В составе группы «Party»
- Подари любовь
- Рябины красный светофор
- Одна на ветру
- Сердце пополам
- Спартак-чемпион
- Вспоминай
- Больше не твоя
- Город ангелов
- Вечер седьмого дня
- Кукла Мальвина
- Party
- Нет! Да!
- Верила — не верила
- Сладость

### В составе группы «Блестящие»
- Новогодняя песня
- Оперуполномоченный
- Честно говоря (совместно с Борисом Моисеевым)
- Капитан дальнего плаванья
- Огонёк
- Пальмы парами
- Брат мой десантник
- Восточные сказки (совместно с Arash)
- Агент 007
- Тили-тесто
- Поверила
- Как звезда
- Одноклассники
- Знаешь, милый
- Шар
- Утро
- Любовь
- Милый мой
- Зелёные глаза
- Из чего же? (совместно с «Герои»)
- День Рождения
- К Экватору
- Потерять
- Не отдавай меня никому
- Бригада маляров

### Сольно
| Год                | Название                  | Альбом  |
| ------------------ | ------------------------- | ------- |
| 2016               | С кем Новый Год встретишь | Best 20 |
| 2019               | Не верится                |         |
| Давай забудем беды | Ники-та Завгородний 2020  |         |
| 2020               | Вуду кукла                |         |
| 2020               | Огни                      |         |
| 2021               | Переболела                |         |
| 2021               | Ни о чем                  |         |

### Песни, написанные для других исполнителей
| Год  | Песня                | Исполнитель      | Альбом         |
| ---- | -------------------- | ---------------- | -------------- |
| 2003 | Которая была с тобой | Динамит          | Я не забуду    |
| 2003 | Клубная              | Динамит          | Я не забуду    |
| 2004 | Мулатка              | Дима Билан       | На берегу неба |
| 2005 | Дотянуться до неба   | Лолита           | Формат         |
| 2009 | Не Мадонна           | Анна Семенович   | —              |
| 2012 | Широко закрыв глаза  | Александр Маршал | Обернись       |
| 2012 | Эй, птица            | Александр Маршал | Обернись       |
| 2018 | Ложь                 | Александр Маршал | —              |

## Видео

### В составе группы PARTY
| Год  | Клип                    | Режиссёр             |
| ---- | ----------------------- | -------------------- |
| 2000 | Подари любовь           | Екатерина Гроховская |
| 2000 | Рябины красный светофор | Альберт Хамитов      |
| 2001 | Одна на ветру           | Олег Степченко       |
| 2001 | Сердце пополам          | Олег Степченко       |
| 2002 | Спартак-чемпион         | Сергей Кальварский   |
| 2003 | Больше не твоя          | Екатерина Гроховская |

### В составе группы «Блестящие»
| Год  | Клип               | Режиссёр         | Состав                                                                                  |
| ---- | ------------------ | ---------------- | --------------------------------------------------------------------------------------- |
| 2004 | Новогодняя песня   | Андрей Грозный   | Надежда Ручка, Ксения Новикова, Юлия Ковальчук, Анна Семенович                          |
| 2005 | Пальмы парами      | Андрей Грозный   | Надежда Ручка, Ксения Новикова, Юлия Ковальчук, Анна Семенович                          |
| 2005 | Брат мой десантник | Марина Ламтеева  | Надежда Ручка, Ксения Новикова, Юлия Ковальчук, Анна Семенович                          |
| 2005 | Восточные сказки   | Александр Игудин | Надежда Ручка, Ксения Новикова, Юлия Ковальчук, Анна Семенович                          |
| 2006 | Агент 007          | Андрей Грозный   | Надежда Ручка, Ксения Новикова, Юлия Ковальчук, Анна Семенович                          |
| 2008 | Одноклассники      | Марита Захарова  | Надежда Ручка, Анастасия Осипова, Анна Дубовицкая, Юлианна Лукашева                     |
| 2008 | Знаешь, милый      | Андрей Грозный   | Надежда Ручка, Анастасия Осипова, Анна Дубовицкая, Юлианна Лукашева                     |
| 2010 | Шар                | Роман Прыгунов   | Надежда Ручка, Анастасия Осипова, Анна Дубовицкая, Марина Бережная                      |
| 2013 | Потерять           | Роман Прыгунов   | Надежда Ручка, Ксения Новикова, Анастасия Осипова, Марина Бережная                      |
| 2015 | Бригада маляров    | Андрей Грозный   | Надежда Ручка, Марина Бережная, Сильвия Золотова, Кристина Илларионова                  |
| 2022 | Другая             | Александр Игудин | Надежда Ручка, Ксения Новикова, Марина Бережная, Сильвия Золотова, Кристина Илларионова |

### Сольно
| Год  | Название                  | Режиссёр           |
| ---- | ------------------------- | ------------------ |
| 2016 | С кем Новый Год встретишь | Роман Фролов       |
| 2020 | Не верится                | Екатерина Шевченко |
| 2021 | Переболела                | Екатерина Шевченко |

## Фильмография
| Год  |     | Название               | Роль            |
| ---- | --- | ---------------------- | --------------- |
| 2006 | ф   | Здрасьте, я ваше папо! | Эпизод          |
| 2009 | кор | ЛОпуХИ: Эпизод первый  | Мария           |
| 2011 | ф   | Новогодняя SMS-ка      | официантка Надя |
| 2015 | ф   | Третий поединок        | Света           |